# 鉚釘工蘿西
鉚釘工蘿西（英語：Rosie the Riveter）是二次大戰的文化符號之一，其形象是戰時六百萬進入製造業工廠工作的女性的代表（這些工作傳統上是由男性作的），後來更成為女性主義以及女性經濟力量的象徵。美國社會對女性著褲裝的廣泛接受（本來女性只能穿裙子）也歸功於鉚釘工蘿西。
鉚釘工蘿西最有名的形象是一張由J·霍華德·米勒（J. Howard Miller）於1943年設計的海報，標題是：「我們能做到！」
諾曼·洛克威爾也在1943年5月29日發表過一張類似的插圖。諾曼·洛克威爾是否有看過米勒的海報則不清楚。洛克威尔的“鉚釘工蘿西”由《周六晚报》租借给美国财政部来作为推销战争债券的宣传海报。战争结束后，这幅画由于受版权保护而逐渐淡出了公众的视野。洛克威尔去世后，他所有的画作遗产都受到了积极的保护。这种保护也令其作品的收藏价值上涨，2002年，这幅画以5百万美元的价格售出。“我们能做到！”则与之相反，缺乏保护正是其之后得以重生的原因之一。

## 圖片

### 我們能做到！

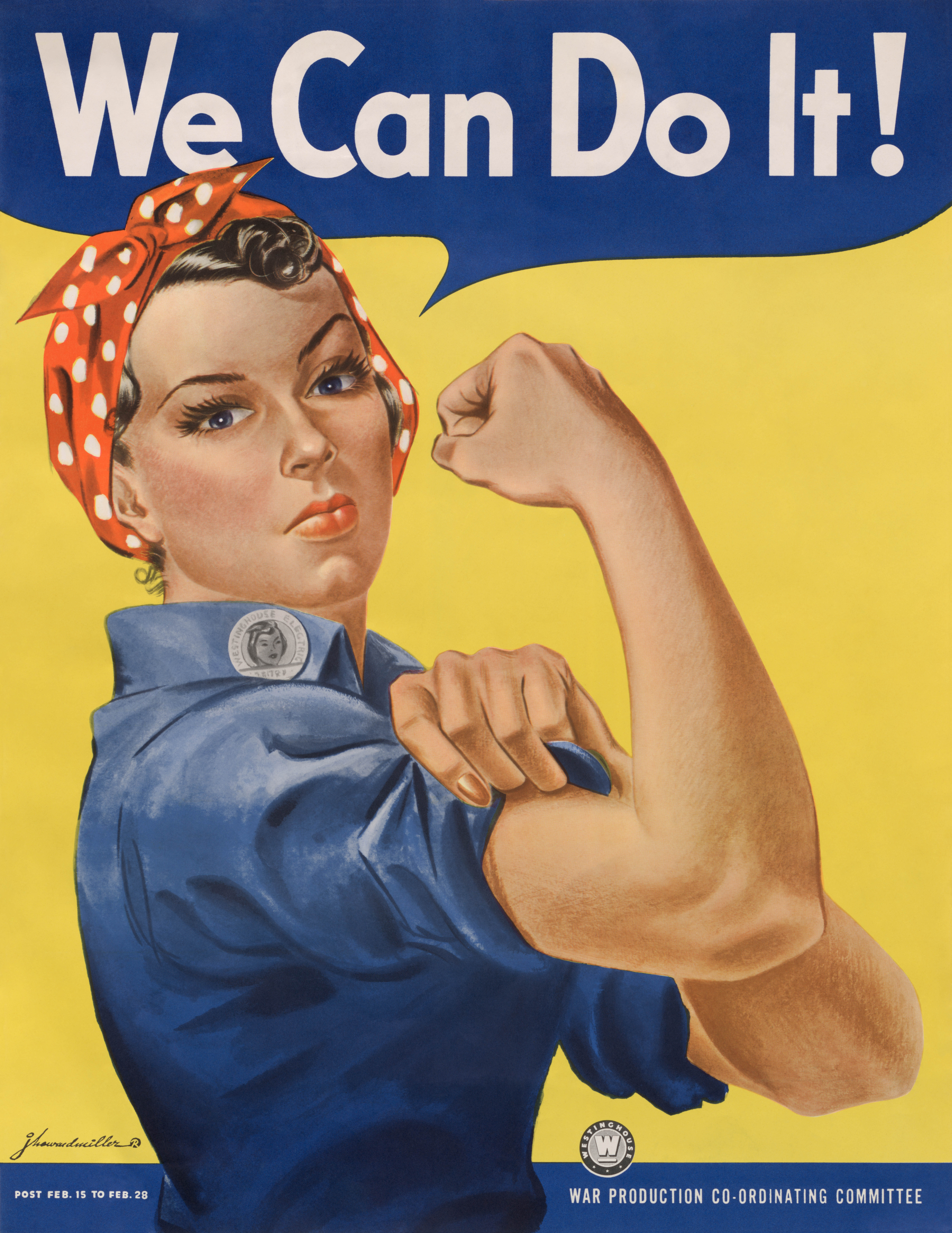
J·霍華德·米勒所設計的《我們能做到！》海報

1942年，匹茲堡藝術家J·霍華德·米勒受西屋電氣公司雇用，為公司設計以「戰時投入」為主題的一系列海報。《我們能做到！》是這系列海報中最出名的一張，該海報描繪出鉚釘工蘿西的經典形象（雖然當時「鉚釘工蘿西」這個名詞還尚未出現）。
廣為流傳的說法之一是，米勒是根據1942年的一張黑白照片製作了「我們能做到！」，該照片的主角是17歲女工傑拉爾丁·道爾（她當時名叫傑拉爾丁·霍夫），但這個說法後來被證實是錯的。照片中的女人實際上是另一位女工娜歐蜜·帕克·弗雷利。

## 外部連結
- Library of Congress Webcast （页面存档备份，存于）

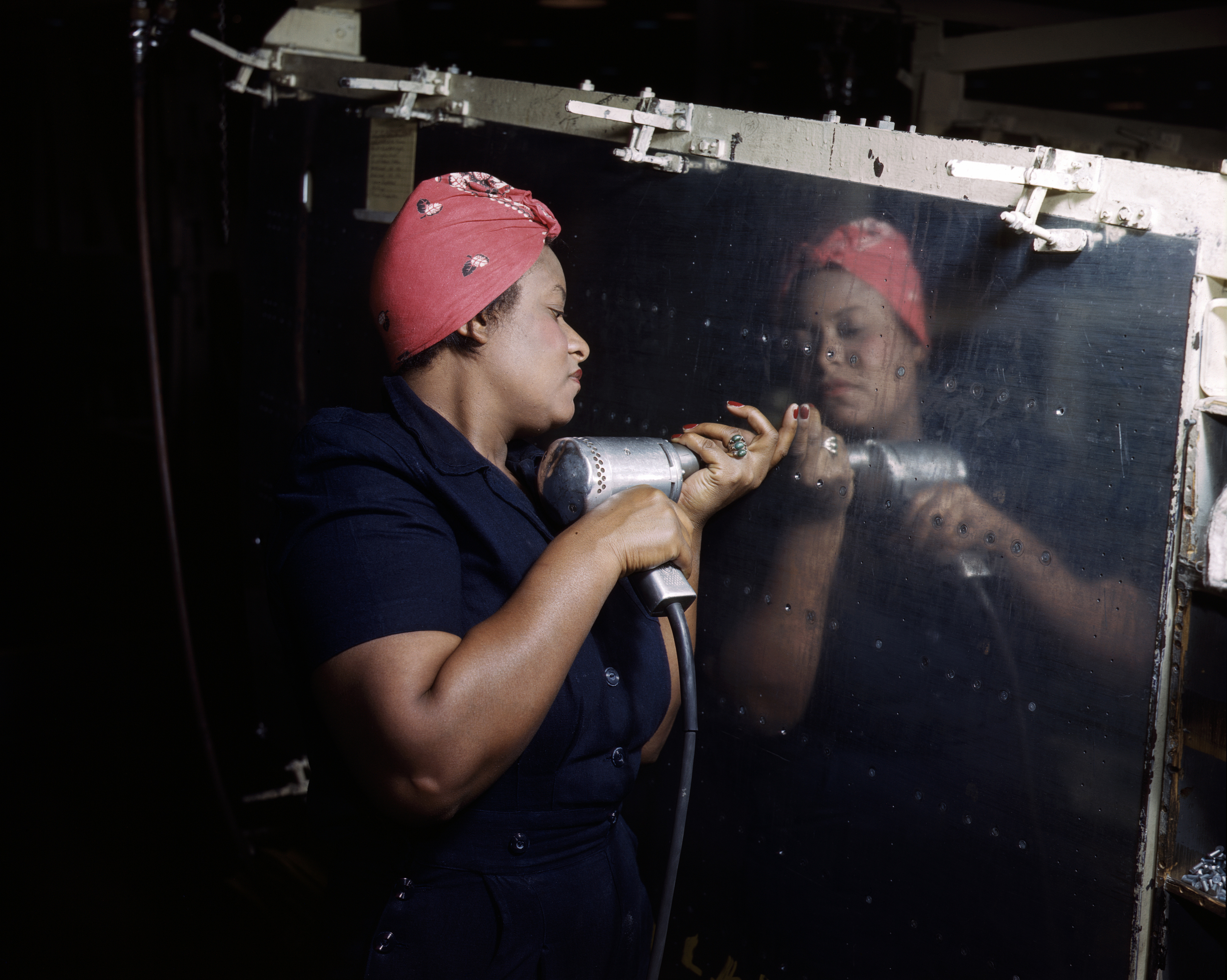
正在裝配A-31 Vengeance轟炸機的女工，納士維田納西州1943

- Rosie the Riveter World War II / Home Front National Historical Park （页面存档备份，存于）
- Rosie the Riveter （页面存档备份，存于） at History Channel's website.
- Regional Oral History Office / Rosie the Riveter / WWII American Homefront Project （页面存档备份，存于）
- American Rosie the Riveter Association （页面存档备份，存于）
- A Real-Life "Rosie the Riveter" （页面存档备份，存于）
- Another Real-Life "Rosie" from the Library of Congress' image set （页面存档备份，存于）
- The Life and Times of Rosie the Riveter movie （页面存档备份，存于）
- Oral history interview with Audrey Lyons, a "real life" Rosie, who worked in the Brooklyn shipyard during WWII from the Veterans History Project at Central Connecticut State University
- Oral history interview with Mary Doyle Keefe, who modeled for Norman Rockwell's "Rosie the Riveter" painting from the Veterans History Project at Central Connecticut State University